# لشتینا (ناحیه شومپرک)
لشتینا (به چکی: Leština) یک منطقهٔ مسکونی در جمهوری چک است که در ناحیه شومپرک واقع شده‌است. لشتینا ۵٫۲۳ کیلومتر مربع مساحت و ۱٬۲۵۵ نفر جمعیت دارد و ۲۷۰ متر بالاتر از سطح دریا واقع شده‌است.